# دافيد شارتنر
دافيد شارتنر (بالألمانية: David Schartner)‏ (7 سبتمبر 1988 بسالزبورغ في النمسا - ) هو لاعب كرة قدم نمساوي في مركز حراسة المرمى. لعب مع نادي ريد بل سالزبورغ ونادي غروديغ وSV Seekirchen 1945 ‏ ونادي ماترسبرغ.

## وصلات خارجية
- دافيد شارتنر على موقع قاعدة بيانات كرة القدم.إي يو (الإنجليزية)
- دافيد شارتنر على موقع Soccerway.com (الإنجليزية)